# Malaconothrus calcehtokensis
Malaconothrus calcehtokensis är ett kvalster som beskrevs 1997 av José G. Palacios-Vargas och Ricardo Iglesias. Arten ingår i släktet Malaconothrus och familjen Malaconothridae. Inga underarter finns listade i Catalogue of Life.
Kvalstret är funnet i guano från blodsugande fladdermöss i Actún Xpujil, en grotta i Xpujil i Mexiko.